# Selište (Trstenik)
Pour les articles homonymes, voir Selište et Selišta.
Selište (en serbe cyrillique : Селиште) est un village de Serbie situé dans la municipalité de Trstenik, district de Rasina. Au recensement de 2011, il comptait 858 habitants.

## Démographie

### Évolution historique de la population
| 1948  | 1953  | 1961  | 1971  | 1981  | 1991  | 2002 | 2011 |
| ----- | ----- | ----- | ----- | ----- | ----- | ---- | ---- |
| 1 034 | 1 083 | 1 119 | 1 083 | 1 106 | 1 056 | 928  | 858  |

|  |